# Morten Michelsen
Morten Michelsen (* 17. Juli 1991 in Kiel) ist ein deutscher ehemaliger Handballtorwart.

## Karriere
Morten Michelsen begann im Kieler Stadtteil Elmschenhagen mit dem Handball. Später wechselte er zur Jugendmannschaft des THW Kiel. 
Im März 2009 wurde er aufgrund des verletzungsbedingten Ausfalls von Andreas Palicka für die Bundesligamannschaft des THW nominiert und kam am 25. März 2009 zu seinem ersten Einsatz im Spiel gegen die MT Melsungen. Am Ende der Saison gewann er mit dem THW Kiel die Deutsche Meisterschaft. 
In der Saison 2009/10 spielte Michelsen wieder in der A-Jugend des THW Kiel und war mit einem Zweitspielrecht für den Zweitligisten TSV Altenholz ausgestattet. Später wechselte er in die zweite Mannschaft des THW. Zur Saison 2011/12 wechselte Michelsen zu zweiten Mannschaft der Füchse Berlin in die 3. Liga. In der Saison 2013/2014 spielte er für den Drittligisten ESV Lokomotive Pirna. Daraufhin schloss er sich dem schleswig-holsteinischen Oberligisten Preetzer TSV an.
Später war er Trainer der Torhüterinnen der HSG Holstein Kiel/Kronshagen und er trainierte die Damen des TSV Klausdorf.